# HAT-P-50
HAT-P-50 — звезда, которая находится в созвездии Малый Пёс на расстоянии около 1621 светового года от нас. Вокруг звезды обращается, как минимум, одна планета.

## Характеристики
HAT-P-50 — звезда 11,762 видимой звёздной величины; её масса и радиус равны 1,273 и 1,698 солнечных соответственно. Температура поверхности звезды составляет приблизительно 6280 кельвинов. Её светимость превосходит солнечную в четыре с лишним раза. Возраст HAT-P-50 оценивается приблизительно в 3,37 миллиарда лет.

## Планетная система
В 2015 году командой астрономов, работающих в рамках проекта HATNet, было объявлено об открытии планеты HAT-P-50 b в системе. Это газовый гигант, обращающийся очень близко к родительской звезде, с массой и радиусом, равными 1,35 и 1,288 юпитерианских соответственно. Открытие было совершено транзитным методом.